# Гігрин
Гігрин — алкалоїд, належить до похідних піролідину. У структурі молекули містить просте піролідинове кільце. За звичайних умов гігрин є безбарвною рідиною. Добувається із коки — Erythroxelon Coca Lam.

## Історія
Алкалоїд був відкритий вченими Валером і Лоссеном у 1862 році в листках однієї із різновидностей коки, відомої під назвою «куско». Ця рослина в дикому вигляді росте у Південній Америці.
У 1939 році гігрин був виділений Г. В. Лазур'євським із одного із видів берізки – Convolvus hammadae V. Petr.

## Фізичні властивості
Гігрин — це безбарвна рідина з температурою кипіння 193—195 ºС при звичайному тиску або 92—94 ºС при тиску 20 мм. Проявляє слабкий лівий обертовий момент. Леткий з водяною парою.

## Будова та хімічні властивості
Утворення оксиму з гігрину свідчить про те, що в його молекулі атом Оксигену знаходиться у вигляді карбонільної групи. Гігрин є сильною третинною основою.
При окисненні гігрину хромовою кислотою отримують кислоту складу {\displaystyle \mathrm {C_{6}H_{1}1O_{2}N} }. Її називають гігриновою кислотою. При сухій перегонці вона розкладається на {\displaystyle \mathrm {CO_{2}} } і N-метилпіролідин. Звідси стає зрозуміло, що ця кислота – це N-метилпіролідинкарбонова кислота:
Так як теоретично можливими є дві піроліднкарбонові кислоти – α і β, то будова гігринової кислоти залишалася невідомою поки її не добули синтетичним шляхом. Для цього з Na-малонового ефіру і {\displaystyle \mathrm {BrCH_{2}-CH_{2}-CH_{2}Br} } було отримано бромпропіламіновий ефір, який бромуванням за методом Зелінського–Фольгарта було перетворено в α-бромпохідне. Це похідне при дії метиламіну дало метиламід N-метил-α-α-піролідинкарбрнової кислоти. Омиленням останнього було отримано N-метил-α-піролідинкарбонова кислота, яка виявилась ідентичною з гігриновою
Порівнюючи між собою склад гігринової кислоти і гігрину, а також беручи до уваги кетонний характер останнього, легко передбачити, що цей алкалоїд повинен бути одним із кетонів, що відповідає гігриновій кислоті, а саме:
Питання будови гігрину було вирішено шляхом синтезу, який показав, що йому відповідає друга формула. Магнійорганічне похідне піролу дає при конденсації з епоксипропаном вторинний спирт:
При гідрогенізації цієї речовини отримують відповідне похідне піролідину. При дії на останнє формальдегіду відбувається цікава реакція, що полягає в одночасному метилюванні Нітрогену і окисненні спиртової групи в кетонну. При цьому утворюється основа, ідентична до гігрину (реакція К. Гесса):